# Diocesi di Dunkeld

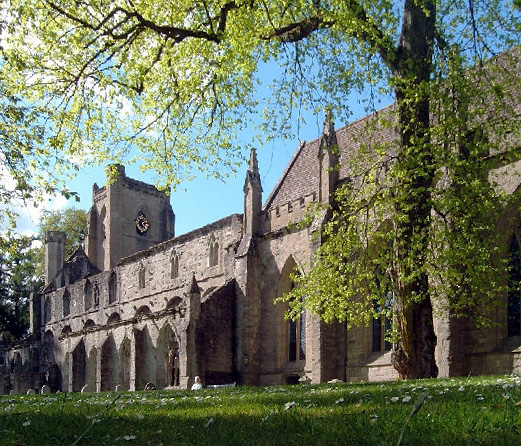
La cattedrale medievale di Dunkeld, oggi luogo di culto della Chiesa di Scozia.

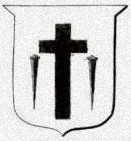
Stemma dell'antica sede di Dunkeld

La diocesi di Dunkeld (in latino Dioecesis Dunkeldensis) è una sede della Chiesa cattolica in Scozia suffraganea dell'arcidiocesi di Saint Andrews ed Edimburgo. Nel 2021 contava 63.260 battezzati su 333.101 abitanti. È retta dal vescovo Andrew McKenzie.

## Territorio
La diocesi comprende le seguente aree della Scozia: per intero le contee di Angus e Perth e Kinross, in parte le contee di Stirling, Clackmannanshire, di Fife, includendo le città e borghi di Arbroath, Callander, Dunblane, Dundee e Perth.
Sede vescovile è la città di Dundee, dove si trova la cattedrale di Sant'Andrea. L'antica cattedrale di San Colomba a Dunkeld appartiene ora alla Chiesa di Scozia.
Il territorio si estende su 8.495 km² ed è suddiviso in 44 parrocchie.

## Storia

### Antica diocesi di Dunkeld
La regione dei Pitti del sud (Scozia meridionale) fu evangelizzata a partire dagli inizi del V secolo dal missionario celtico san Ninian, la cui opera fu continuata nel secolo successivo da san Columba e dai missionari scoto-irlandesi dell'abbazia di Iona. L'attività missionaria ed i progressi ottenuti furono messi a dura prova dalle invasioni scandinave sul finire dell'VIII secolo.
Nello stesso periodo Dunkeld fa la sua apparizione nei documenti storici, quando il re dei Pitti Caustantín mac Fergusa (†820) vi fece erigere un monastero ed una chiesa, che presumibilmente andarono distrutti nell'839 in seguito all'invasione dei Vichinghi che misero a ferro e a fuoco l'intero Fortriu. Dopo la morte di Caustantín, le guerre per la supremazia trovarono vincitore Cináed Mac Ailpín che pose la sua sede a Dunkeld. Ricostruì il monastero e la chiesa, dove fece trasferire da Iona le reliquie di san Columba. Cinque sono gli abati di Fortriu tramandati dalle fonti. Il primo fu Tuathal McArtguso (849-865); gli Annali dell'Ulster lo ricordano come «Tuathal m. Artgusso prim-epscop Fortrenn & abbas Duin Caillenn», ossia "Tuathal, figlio di Artgus, primo vescovo di Fortriu e abate di Dunkeld". È l'unico abate ricordato come vescovo; i suoi successori infatti sono menzionati dagli stessi Annali come princeps.
Con il matrimonio tra la principessa anglosassone Margherita ed il re scozzese Malcolm Canmore verso il 1070, iniziò per la Chiesa scozzese un periodo di progressiva riforma che vide il passaggio dalla chiesa di tipo celtico e monastico a quella basata sull'organizzazione diocesana. Fu così introdotto il monachesimo occidentale e, durante il regno di Edgar (1097-1107), fu eretta per la prima volta una parrocchia in Scozia. Il suo successore, Alessandro I (1107-1124), istituì le prime due diocesi scozzesi, Dunkeld e Moray, il 20 giugno 1107.

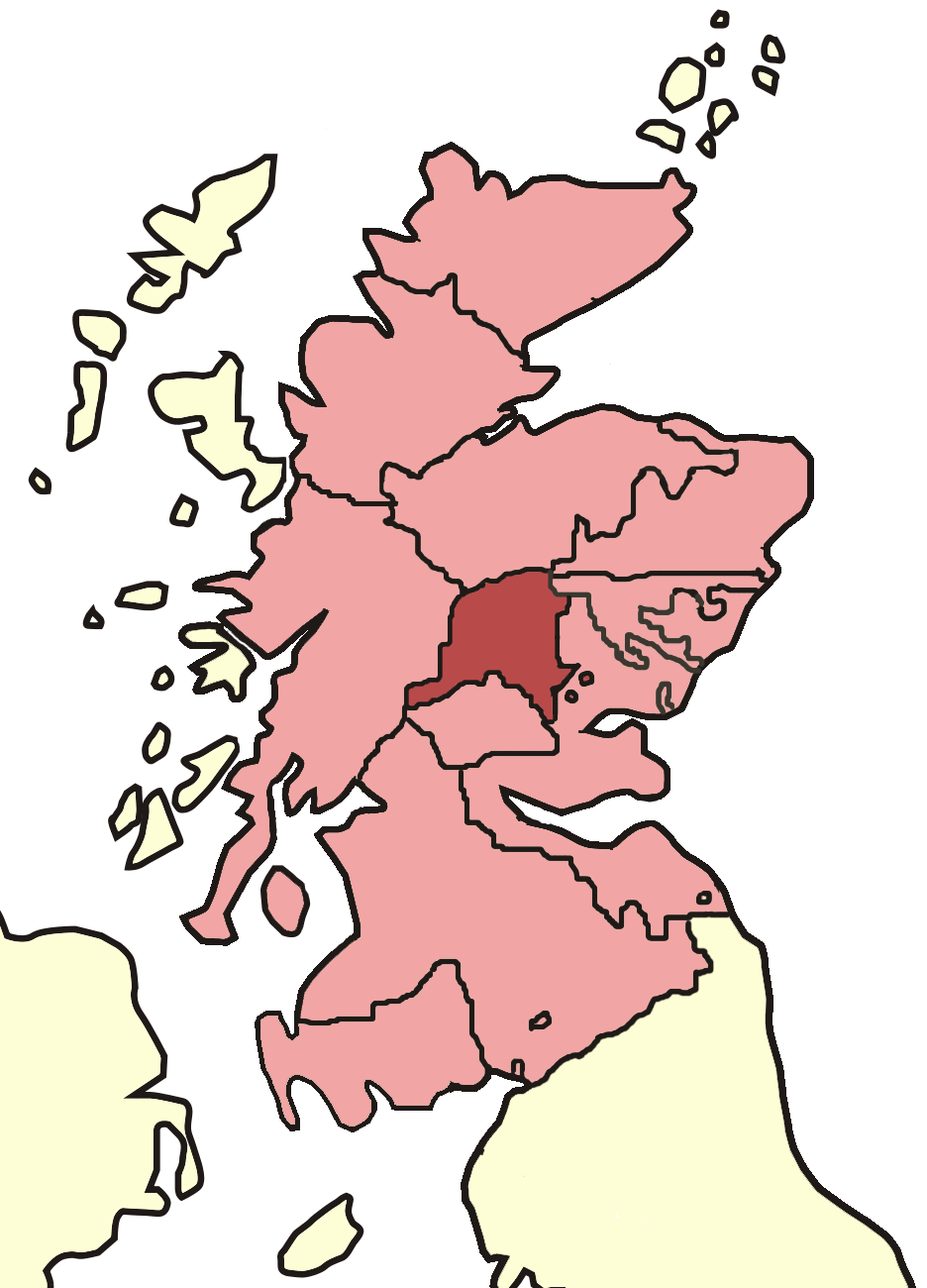
Territorio dell'antica diocesi di Dunkeld

Successivamente Dunkeld cedette porzioni di territorio a vantaggio dell'erezione delle diocesi di Dunblane e di Brechin (metà del XII secolo) e di Argyll e delle Isole (inizio XIII secolo).
Risale al XIII secolo l'inizio della costruzione della cattedrale, che fu consacrata dal vescovo Thomas Lauder nel 1464 e venne ultimata solo all'inizio del XVI secolo. Il primo vescovo ad esservi sepolto è stato Galfred de Liberatione nel 1249. Si deve a questo vescovo l'introduzione nella cattedrale del canto gregoriano e della liturgia ad instar Ecclesiae Sarum.
Con l'istituzione delle sedi metropolitane scozzesi nella seconda metà del XV secolo, Dunkeld, che fino a quel momento era immediatamente soggetta alla Santa Sede, fu sottoposta per un certo periodo alla sede metropolitana di Glasgow, per poi diventare suffraganea dell'arcidiocesi di Saint Andrews.
La diocesi cattolica ebbe termine il 7 agosto 1560, quando il Parlamento scozzese fece propri gli articoli della fede protestante. L'ultimo vescovo cattolico fu Robert Crichton, uno dei tre vescovi che si rifiutarono di aderire alla nuova fede. Il prelato riuscì a resistere per un decennio sotto la protezione di Maria Stuarda prima di essere arrestato dal conte di Morton nel 1571; fu infine rilasciato per senilità in segno di distensione dal re Giacomo poco prima di morire nel 1585. I suoi successori protestanti, Peter Rollock e poi Alexander Lindsay, si concentrarono sulle proprie carriere giuridiche e politiche, abbandonando la diocesi a un drastico declino.

### La diocesi a Dundee
La diocesi fu ripristinata il 4 marzo 1878 con la bolla Ex supremo Apostolatus di papa Leone XIII.

## Cronotassi dei vescovi
Si omettono i periodi di sede vacante non superiori ai 2 anni o non storicamente accertati.

### Prima della Riforma protestante
- Cormac † (prima del 1114 - dopo il 1131)
- Gregory † (prima del 1147 - 1169 deceduto)
- Richard I di Prebenda † (1170 - circa 1178 deceduto)
  - Walter di Bidun † (1178 - 1178 deceduto) (vescovo eletto)
- John I † (1178 - 1203 deceduto)
- Richard II † (1203 - maggio 1210 deceduto)
- John II di Leicester † (13 giugno o 22 luglio 1212 - 7 ottobre 1214 deceduto)
- Hugh di Sigillo † (1214 - 6 gennaio 1229 deceduto)
  - Matthew the Scot † (1229 deceduto) (vescovo eletto)
- Gilbert † (1229 - 30 marzo 1236 deceduto)
- Galfred di Liberatione † (6 settembre 1236 - 22 novembre 1249 deceduto)
  - David † (vescovo eletto)
- Richard III di Inverkeithing † (1250 - 16 aprile 1272 deceduto)
- Robert di Stuteville † (7 maggio 1273 - 1283 deceduto)
  - Hugh di Strivelyn † (vescovo eletto)
- William † (13 dicembre 1283 - circa 1287 deceduto)
- Matthew di Crambeth † (10 aprile 1288 - 1309 deceduto)
- William Sinclair † (8 maggio 1312 consacrato- 27 giugno 1337 deceduto)
  - Sede vacante (1337-1344)
- Richard IV di Pilmor † (5 luglio 1344 consacrato - circa 1347 deceduto)
- Donnchadh di Strathearn † (15 ottobre 1347 - 1354 deceduto)
- John III † (18 maggio 1355 - 1370)
- Michael di Monymusk † (26 luglio 1372 - 1º marzo 1376 deceduto)
  - Andrew Umphray † (17 giugno 1377 - ? deceduto) (vescovo eletto)
- Vescovi dell'obbedienza romana:
  - Robert Derling † (30 ottobre 1379 - circa 1384/1390 deceduto)
  - Nicolas Duffeld, O.E.S.A. † (3 maggio 1390 - 1426 deceduto)
  - William Gunwardby † (circa 1430 - 1457 deceduto)
- John di Peblys † (19 ottobre 1379 - 1390 deceduto)
- Robert Sinclair † (1º febbraio 1391 - prima del 27 novembre 1398 deceduto)
- Robert di Cardeny † (27 novembre 1398 - 16 gennaio 1436 deceduto)
  - Donald MacNachtane (o MacNaughton) † (1436 - ? deceduto) (vescovo eletto)
- James Kennedy † (1º luglio 1437 - 28 maggio 1440 nominato vescovo di Saint Andrews)
  - Alexander Lauder † (6 giugno 1440 - 11 ottobre 1440 deceduto) (vescovo eletto)
  - Thomas Livingston † (29 novembre 1440 - 1450 dimesso) (antivescovo)
- James Bruce † (6 febbraio 1441 - 3 febbraio 1447 nominato vescovo di Glasgow)
- William Turnbull † (10 febbraio 1447 - 27 ottobre 1447 nominato vescovo di Glasgow)
- John Ralston † (27 ottobre 1447 - 1452 deceduto)
- Thomas Lauder † (28 aprile 1452 - 1475 dimesso)
- James Livingston † (2 ottobre 1475 - 30 agosto 1483 deceduto)
- George Brown † (22 ottobre 1483 - 14 gennaio 1514 deceduto)
- Gavin Douglas † (25 maggio 1515 - 1522 deceduto)
- Robert Cockburn † (27 aprile 1524 - ? deceduto)
- George Crichton, C.R.S.A. † (25 giugno 1526 - 24 gennaio 1544 deceduto)
- John Hamilton † (17 dicembre 1544 - 28 novembre 1547 nominato arcivescovo di Saint Andrews)
- Robert Crichton † (28 novembre 1547 succeduto - marzo 1585 deceduto)
  - Sede soppressa

### Dopo la Riforma protestante
- George Rigg † (22 marzo 1878 - 18 gennaio 1887 deceduto)
  - Sede vacante (1887-1890)
- James August Smith † (14 agosto 1890 - 30 agosto 1900 nominato arcivescovo di Saint Andrews ed Edimburgo)
- Angus MacFarlane † (21 febbraio 1901 - 24 settembre 1912 deceduto)
- Robert Fraser † (14 maggio 1913 - 28 marzo 1914 deceduto)
- John Toner † (8 settembre 1914 - 31 maggio 1949 deceduto)
- James Donald Scanlan † (31 maggio 1949 succeduto - 23 maggio 1955 nominato vescovo di Motherwell)
- William Andrew Hart † (27 maggio 1955 - 26 gennaio 1981 ritirato)
- Vincent Paul Logan † (26 gennaio 1981 - 30 giugno 2012 dimesso)
- Stephen Robson (11 dicembre 2013 - 28 dicembre 2022 dimesso)
  - Martin Chambers † (2 febbraio 2024 - 10 aprile 2024 deceduto) (vescovo eletto)[2]
- Andrew McKenzie, dal 27 maggio 2024

## Parrocchie
L'elenco seguente riporta le parrocchie della diocesi di Dunkeld:
In Dundee:
- St. Andrew's Cathedral
- St. Clement
- St. Columba
- St. Francis
- St. Joseph the Worker
- Ss. Leonard & Fergus
- St. Mary's, Forebank
- St. Mary's, Lochee
- St. Matthew
- St. Ninian
- Our Lady of Good Counsel
- Our Lady of Sorrows
- St. Patrick
- Ss. Peter & Paul
- St. Pius X
- St. Teresa of Avila
- St Vincent de Paul

Cappelle in Dundee:
- University of Abertay
- University of Dundee
- Ninewells Hospital

Parrocchie fuori della città di Dundee:
- Aberfeldy, The Holy Family
- Aberfoyle, (servita dalla parrocchia di Callander)
- Alloa, St. Mungo
- Alva, St. John Vianney
- Alyth, St. Luan
- Arbroath, St. Thomas
- Auchterarder, Our Lady
- Auchtermuchty, St. Matthew
- Birnam, (servita dalla parrocchia di Dunkeld)
- Blairgowrie, St. Stephen
- Blairhall, (Highvalleyfield)
- Brechin, St. Ninian
- Bridge of Earn, (Kilgraston)
- Callander, St. Joseph
- Carnoustie, St. Anne
- Comrie, St. Margaret
- Coupar Angus, St. Mary
- Crieff, St. Fillan
- Cupar, St. Columba
- Doune, Ss. Fillan & Alphonsus
- Dunblane, SMA Fathers
- Dunblane, The Holy Family
- Dunkeld, St. Columba
- Forfar, St. Fergus
- Highvalleyfield, St. Serf
- Keir House, Dunblane
- Killin, (servita dalla parrocchia di Callander)
- Kinnoull, Redemptorists
- Kinross, St. James
- Kirriemuir, St. Anthony
- Leuchars, St. Michael
- Monifieth, St. Bride
- Montrose, St. Margaret
- Newport-on-Tay, St. Fillan
- Perth, Our Lady of Lourdes
- Perth, St. John the Baptist
- Perth, St. Mary Magdalene
- Pitlochry, St. Bride
- Strathtay, Holy Cross
- Tayport, Our Lady
- Tillicoultry, (Alloa & Tullibody)
- Tullibody, St. Bernadette

## Statistiche
La diocesi nel 2021 su una popolazione di 333.101 persone contava 63.260 battezzati, corrispondenti al 19,0% del totale.
| anno | popolazione | popolazione | popolazione | presbiteri | presbiteri | presbiteri | presbiteri                | diaconi | religiosi | religiosi | parrocchie |
| anno | battezzati  | totale      | %           | numero     | secolari   | regolari   | battezzati per presbitero | diaconi | uomini    | donne     | parrocchie |
| ---- | ----------- | ----------- | ----------- | ---------- | ---------- | ---------- | ------------------------- | ------- | --------- | --------- | ---------- |
| 1950 | 50.439      | 553.363     | 9,1         | 61         | 37         | 24         | 826                       |         | 33        | 90        | 24         |
| 1970 | 50.860      | 500.000     | 10,2        | 107        | 80         | 27         | 475                       |         | 39        | 85        | 38         |
| 1980 | 49.100      | 451.000     | 10,9        | 72         | 45         | 27         | 681                       |         | 44        | 74        | 38         |
| 1990 | 50.000      | 462.100     | 10,8        | 67         | 49         | 18         | 746                       |         | 30        | 75        | 39         |
| 1999 | 45.000      | 450.000     | 10,0        | 53         | 37         | 16         | 849                       | 10      | 19        | 54        | 38         |
| 2000 | 45.000      | 450.000     | 10,0        | 50         | 37         | 13         | 900                       | 11      | 14        | 44        | 38         |
| 2001 | 43.000      | 443.000     | 9,7         | 49         | 36         | 13         | 877                       | 10      | 16        | 41        | 38         |
| 2002 | 43.000      | 400.000     | 10,8        | 45         | 34         | 11         | 955                       | 9       | 14        | 40        | 38         |
| 2003 | 43.000      | 400.000     | 10,8        | 46         | 35         | 11         | 934                       | 13      | 14        | 42        | 38         |
| 2004 | 43.000      | 400.000     | 10,8        | 45         | 35         | 10         | 955                       | 12      | 13        | 38        | 38         |
| 2006 | 43.000      | 400.000     | 10,8        | 43         | 33         | 10         | 1.000                     | 9       | 13        | 35        | 35         |
| 2013 | 44.100      | 411.500     | 10,7        | 40         | 27         | 13         | 1.102                     | 4       | 14        | 21        | 35         |
| 2016 | 64.500      | 330.864     | 19,5        | 42         | 29         | 13         | 1.535                     | 7       | 15        | 12        | 44         |
| 2019 | 64.680      | 332.146     | 19,5        | 58         | 43         | 15         | 1.115                     | 11      | 15        | 10        | 44         |
| 2021 | 63.260      | 333.101     | 19,0        | 54         | 40         | 14         | 1.171                     | 7       | 15        | 8         | 44         |